# Лахова, Екатерина Филипповна
Екатери́на Фили́пповна Ла́хова (урожд. Шутова, род. 26 мая 1948, Свердловск, РСФСР, СССР) — российский политический и государственный деятель, председатель Союза женщин России. Являлась народным депутатом РСФСР, депутатом Государственной думы I—VI созывов. В 2011 году — депутат Государственной думы VI созыва от «Единой России» и заместитель председателя комитета Госдумы по делам общественных объединений и религиозных организаций. С 2014 по 2019 года являлась членом Совета Федерации, представителем от законодательного (представительного) органа государственной власти Брянской области, членом Комитета Совета Федерации по федеративному устройству, региональной политике, местному самоуправлению и делам Севера. Состоит в Координационном совете по реализации Национальной стратегии действий в интересах женщин на 2017–2022 годы.

## Биография
Екатерина Лахова родилась 26 мая 1948 года в Свердловске.

### Работа в медицинских учреждениях
В 1972 году окончила Свердловский государственный медицинский институт по специальности педиатр. Во время учёбы работала медсестрой, после окончания института до 1976 года являлась участковым врачом-педиатром свердловской городской больницы. В 1976—1978 годах училась в клинической ординатуре Свердловского мединститута. С 1978 по 1981 годы занимала должность заведующей педиатрическим отделением городской больницы № 8. В 1981—1987 годах была заместителем заведующего свердловским городским отделом здравоохранения по вопросам охраны материнства и детства. В 1987—1990 годах занимала должность заместителя начальника Главного управления здравоохранения Свердловского облисполкома по вопросам охраны материнства и детства.

### Политическая и депутатская деятельность
В 1990 году была избрана народным депутатом РСФСР, стала главой Комитета по делам женщин, охраны семьи, материнства и детства. До августа 1991 года состояла в КПСС.
12 декабря 1991 года, являясь членом Верховного Совета РСФСР, проголосовала за ратификацию беловежского соглашения о прекращении существования СССР.
С августа 1992 по январь 1994 года она занимала должность советника президента Российской Федерации по вопросам семьи, материнства и детства, с января 1994 — председателя Комиссии по вопросам женщин, семьи и демографии при президенте Российской Федерации. В октябре 1993 года стала одним из организаторов политического движения «Женщины России», 12 декабря 1993 года была избрана депутатом Государственной думы первого созыва от движения «Женщины России», где заняла пост председателя думской фракции «Женщины России». В 1995 году была избрана депутатом Государственной думы второго созыва от Сенгилеевского одномандатного округа (Ульяновская область), вошла в состав думской фракции «Российские регионы». В этот период в результате конфликта с А. Федуловой вышла из движения «Женщины России» и в 1996 году создала собственное Общероссийское общественно-политическое движение женщин России (ДЖР).
В 1997 году защитила диссертацию кандидата политических наук по теме «Социальная и политическая адаптация российских женщин в годы реформ, 90-е годы XX века».
В 1998 году вошла в Координационный совет движения Ю. Лужкова «Отечество». После создания движения «Отечество — Вся Россия» в августе 1999 года вошла в его федеральный список под 4-м номером.
После образования политической партии «Единая Россия» Лахова вошла в состав Генерального совета этой партии. До конца своих полномочий являлась её членом и депутатом Государственной Думы по списку этой партии.
25 сентября 2014 года Государственная Дума приняла законопроект «О досрочном прекращении полномочий депутата Государственной Думы Федерального Собрания Российской Федерации Лаховой Е. Ф.» Это было связано с её избранием депутатом Брянской областной думы, от которой 30 сентября 2014 года была делегирована в Совет Федерации своим представителем. Является членом Комитета Совета Федерации по федеративному устройству, региональной политике, местному самоуправлению и делам Севера.

## Позиции по вопросам семьи, материнства и детства
Стала одним из инициаторов получившей скандальную известность программы «Планирование семьи» и «Половое воспитание школьников», финансирование которых из средств государственного бюджета, благодаря усилиям Лаховой, в 50 раз превышало ассигнования на программу «Дети-сироты». Выступала за раздачу неимущим и подросткам бесплатных контрацептивов и сексуальное просвещение детей, начиная с 5—7 летнего возраста.
Е. Ф. Лахова — один из главных сторонников внедрения в России ювенальной юстиции. Является председателем редакционного совета журнала «Вопросы ювенальной юстиции».
В 2009 году Е. Ф. Лахова поддержала инициативу по закрытию всех гей-клубов в Москве, поскольку, по её мнению, «…наличие секс-меньшинств отрицательно сказывается на обществе». В 2012 году она же заявила, что гомосексуальность является «острейшей проблемой современного мира» и пообещала «ужесточать меры по борьбе со всем этим злом».
17 декабря 2012 года вместе с депутатом от ЛДПР Еленой Афанасьевой Екатерина Лахова стала инициатором поправок в законопроект, рассматриваемый Госдумой в ответ на принятие в США закона Магнитского, которые вводят запрет на усыновление российских детей-сирот американскими гражданами и прекращают действие соответствующего Соглашения с США. В ответ на критику этой инициативы министром образования Дмитрием Ливановым Лахова заявила, что он не разбирается в проблемах сирот и «не понимает, что такое Министерство образования». Также в различных интервью СМИ в связи с новым законом на вопросы, что теперь будет с сиротами ответила, что «Или в детских домах останутся, или в наши семьи попадут», а также «Кто-то, может быть, усыновит. А если не усыновит, то тогда будут в доме ребёнка находиться у нас». На предложение журналистов усыновить самой сироту ответила отказом. Лахова также считает, что для лечения детей-инвалидов в российской медицине «никаких проблем нет».
Отстаивая необходимость ограничения прав ЛГБТ-людей на брак в новой конституции, 72-летняя Лахова в эфире радио «Говорит Москва» в июне 2020 года заявила: «Мы традиционную семью прописываем в поправки Конституции, это государственная политика. Традиционная семья — это мужчина и женщина, но не геи. Больные люди, извините…».
3 июля 2020 года в ходе встречи президента России Владимира Путина с членами рабочей группы по подготовке изменений в Конституцию страны пожаловалась российскому лидеру на гей-пропаганду с помощью рекламы, использующей цвета радуги, в частности мороженого «Радуга», что заставляет детей привыкать к радужному флагу ЛГБТ-движения. Президент в свою очередь, ответил, что в России контроль за взволновавшей Лахову пропагандой нужно выстраивать неагрессивно.

## Награды
- Орден «За заслуги перед Отечеством» IV степени (6 мая 2008 года) — за заслуги в законотворческой деятельности и многолетнюю плодотворную работу[31].
- Орден Александра Невского (30 мая 2023 года)
- Орден Почёта (4 октября 2003 года) — за достигнутые трудовые успехи и многолетнюю добросовестную работу[32].
- Орден Дружбы (3 ноября 2015 года) — за заслуги в патриотическом воспитании молодежи и в укреплении семейных традиций[33].
- Благодарность Президента Российской Федерации (14 мая 2002 года) — за активное участие в подготовке проектов Трудового кодекса Российской Федерации и пенсионных законов[34].
- Благодарность Президента Российской Федерации (26 мая 1998 года) — за большой личный вклад в реализацию политики государства по защите семьи, материнства и детства[35].
- Благодарность Президента Российской Федерации (11 июля 1996 года) — за активное участие в организации и проведении выборной кампании Президента Российской Федерации в 1996 году[36].
- Почётная грамота правительства Российской Федерации (17 апреля 2006) — за заслуги в законотворческой деятельности, активное участие в развитии парламентаризма в Российской Федерации и в связи со 100-летием учреждения Государственной думы в России[37].
- Лауреат национальной премии общественного признания достижений женщин «Олимпия» Российской Академии бизнеса и предпринимательства[38] в 2001 г.

## Критика
В 2006 году Е. Ф. Лахова организовала фотосъёмку женщин-депутатов в честь 100-летия Госдумы. Как выяснили позднее участники фотосессии, Лахова заключила с мебельной фабрикой «8 марта» контракт на издание буклета с рекламой производимой фабрикой диванов, в котором были использованы сделанные фотографии. 11 депутатов, среди которых были Александра Буратаева, Нина Останина, Любовь Слиска, обратились к мебельной фабрике с иском за нарушение личных неимущественных прав и причинение морального вреда. Лахова к иску не присоединялась.
Критикуется православной прессой за поддержку репродуктивных прав женщин, в том числе абортов; иногда обвиняется ими же в лоббировании законов, предусматривающих принудительную стерилизацию женщин.
Союз православных граждан выступил в 2004 году против избрания Лаховой председателем комитета Госдумы по делам семьи и молодёжи, обвинив её в лоббировании интересов «Российской ассоциации планирования семьи», целью которой, по мнению общественной организации, является «намеренное снижение рождаемости в России, запланированная демографическая катастрофа».
15 марта 2013 года Лахова стала одним из персонажей опубликованной газетой «Московский комсомолец» и вызвавшей скандал статьи Георгия Янса «Политическая проституция сменила пол».
В ноябре 2018 года широкое обсуждение в прессе имело заявление Лаховой против повышения стоимости потребительской корзины. Сенатор Лахова сослалась на выживших в Великую Отечественную войну и заявила, что питаться целый день одной гречкой может быть полезно для здоровья, а предлагать повысить потребительскую корзину — это популизм.

## Семья
Замужем (вышла замуж в 19 лет), имеет сына.
Согласно официальным данным, Лахова вместе с супругом получила за 2011 год доход в сумме 2,9 млн рублей. Супруги владеют земельным участком площадью 1,2 тыс. квадратных метров, жилым домом и двумя квартирами. За 2017 год, общая сумма декларированного дохода Лаховой составила 5 млн 660 тыс. руб.